# Kolonelsdiep
Het Kolonelsdiep of Caspar de Roblesdiep is een kanaal in de Nederlandse provincies Friesland en Groningen. Het werd in 1955 onderdeel van het kanaal van Stroobos naar Lemmer, dat de naam Prinses Margrietkanaal kreeg. Het pleidooi om voor het stuk Stroobos-Bergumermeer de naam Kolonelsdiep te handhaven leidde tot het besluit om naast de overkoepelende naam ook de historische namen van andere gedeelten te handhaven. De naam Kolonelsdiep in Friesland was voor geschiedschrijvers voldoende om aan te nemen dat stadhouder Caspar de Robles opdracht had gegeven om het diep te graven of ten minste uit te diepen. Maar het diep vindt zijn oorsprong in Groningen. 

## Begin in Groningen
De stad Groningen besloot in 1573 de dam in het Damsterdiep door een verlaat of schutsluis te vervangen. Op 12 februari 1574 werd hij in gebruik genomen. Daardoor was de overslag van vracht daar verleden tijd. De scheepvaartroute naar Friesland liep langs het Reitdiep en over de Lauwerszee naar Gerkesklooster en over het Bergumermeer naar Leeuwarden. Groningen zag een veiliger alternatief door vanaf het nieuwe verlaat de schepen langs de noord- en westzijde van Groningen naar het Hoendiep te leiden en dan door het Lettelberterdiep naar Briltil. Vanaf die plek moest dan een vaarroute naar het westen worden gegraven door enkele bestaande watergangen met elkaar te verbinden. 
Op 15 februari 1575 presenteerde stadhouder De Robles aan het Groninger stadsbestuur een plan voor een vaart tussen Briltil en de Lauwers: een vaert uuth Westerlandt harwerts. De Ommelanders in het Westerkwartier verzetten zich heftig, omdat ze wateroverlast vreesden als hun landen werden doorgraven. Toch is er een begin mee gemaakt want op 1 december 1576 (direct na de gevangenneming van Caspar) maakte het Ommelander bestuur bekend dat belanghebbenden het nye diepe nae Vesterlandt van den heere van Billy angelecht tot vuthersten ondgunstlicken verdarff der Lege Landen weer mochten dichtgooien.

## Voltooiing na Reductie

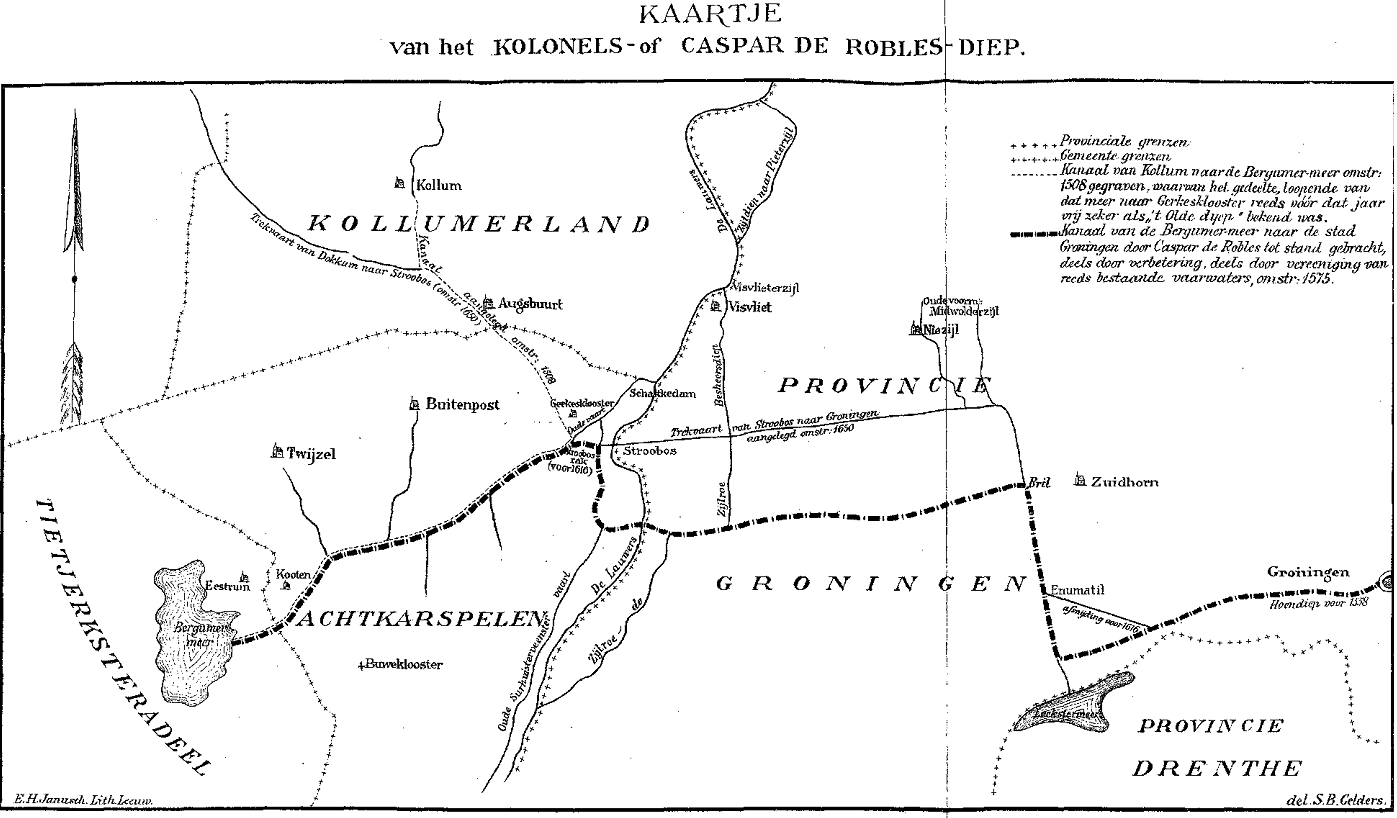
Kaartje Caspar de Roblesdiep (1891)

Voor de stad Groningen bleef deze route aantrekkelijk en na de Reductie in 1594 kwam het er alsnog van. Dat gebeurde dus onder het bewind van de Friese stadhouder Willem Lodewijk die vanaf 1594 ook stadhouder van Groningen was. De stadssecretarissen van Groningen refereerden in hun stukken ook na het vertrek van Caspar aan dit deel van het traject als coronelsdiep en zo kreeg het alsnog die naam. Die ging vervolgens ook gelden voor het stuk tussen Gerkesklooster en de Bergumermeer. De eerste vermelding daarvan valt op 7 november 1595, toen een familie Van Voort, eigenaar van de compagnie van de Suijrhuijster fenen, verklaarde het Coronel diept van Luijdtmermeer (bij Bergum) tot Groningerlandt weer bevaarbaar te zullen maken. Het was onbruikbaar ende gans nijet navigabel. De behoefte aan dat onderhoud moet zijn ontstaan toen er in 1595 aan het Groninger gedeelte werd gewerkt. 
De aanleg van een trekvaart van Dokkum naar Groningen (1654) maakte de route over het oude Groninger Coronelsdiep overbodig. De naam Coronelsdiep bleef aan het Friese stuk kleven. Caspar’s naam is dus verbonden gebleven aan een stuk vaart waarmee hij zich nooit heeft bemoeid.

## Deeltrajecten

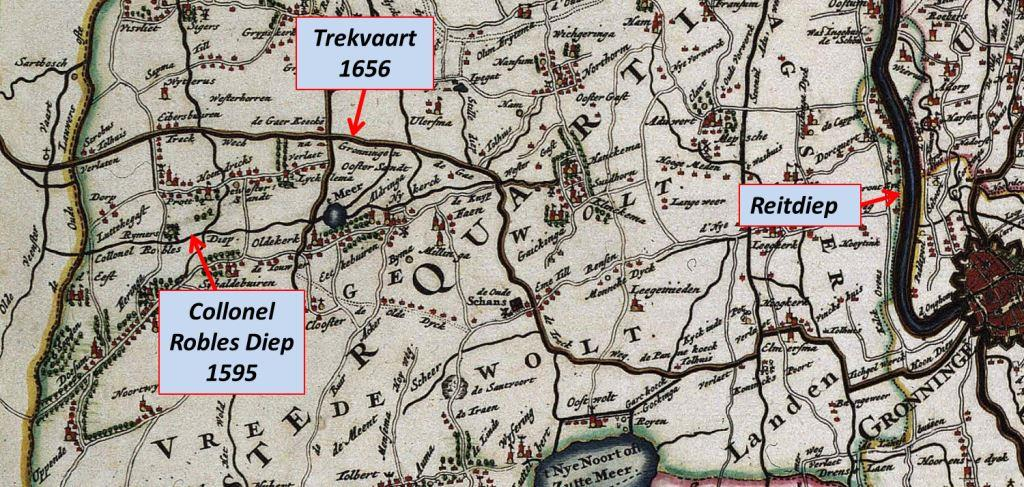
Het Caspar de Roblesdiep in de provincie Groningen. (Detail kaart Starkenburg Visscher, na 1681)

Het gedeelte tussen het Bergumermeer en Gerkesklooster bestond al voor 1508. Het werd in 1543 geslat en in 1595 opnieuw bevaarbaar gemaakt. Omdat de Lauwers minder goed bevaarbaar werd kwam er een doorsteek naar de Oude Surhuistervaart vanaf wat nu de Grootegastemertocht en de verzande benedenloop van het Besheersdiep is. Dit gedeelte is tegenwoordig nog nauwelijks in het veld herkenbaar.
In 1616 werd het Stroobosscher Rak gegraven om de scherpe hoek tussen Oude Vaart en de Oude Surhuistervaart bij Gerkesklooster af te snijden. Dit rak maakt tegenwoordig deel uit van het Van Starkenborghkanaal. In datzelfde jaar werd ook de afkorting van het Hoendiep bij Oostwold gerealiseerd, tussen De Poffert en Enumatil.
Na het verlengen van het Hoendiep (1654 - 1657) tussen Noordhornertolhek en Stroobosch raakte het Kolonelsdiep in verval.
Bij Briltil bestaat nog een oud gedeelte met de naam Kolonelsdiep. Het gedeelte tussen Niekerk en Briltil wordt tegenwoordig het Niekerksterdiep genoemd. Het is overigens niet geheel duidelijk of dit laatste gedeelte voordien niet al als vaarweg bestond.

## Namen
De oude namen zoals Cornelsdiep of Coronelsdiep werden in het Fries verbasterd tot Knillesdjip. Toen op landkaarten gebruikelijk werd de volle naam van de kolonel bij het Friese diep te vermelden zagen velen dat als een bevestiging dat Caspar de Robles de opdrachtgever was. Er komen veel andere varianten voor zoals: Kolonel Roblesdiep, Caspar Di Roblesdiep, Caspar Roblesdiep, Roblesdiep, Kornelsdiep, Kornelisdiep, Knellisdiep of Knelsdiep.
De Topografische Dienst van Kadaster Geo-Informatie vermeldt de waterloop als Casper Robles- of Kolonelsdiep. Het deel in de provincie Friesland heeft de Friese naam Knillesdjip als de officiële naam.